# Elly De Theye
Elly De Theye is een Belgisch voormalig volleybalster.

## Levensloop
De Theye was actief bij Asterix Kieldrecht. Met deze club - waarvan ze een tijdlang kapitein was - maakte ze de opgang naar eredivisie mee, alsook de eerste Kieldrechtse deelname aan de CEV Cup in 1994-'95.